# Titulação Karl Fischer
A titulação Karl-Fischer é um método sensíve de determinação da quantidade de água em amostras químicas. Juntamente com a determinação de pH, pesagem e titulação ácido-base, a determinação da quantidade de água é um dos mais freqüentes métodos utilizados em laboratórios no mundo. Além dos métodos que requerem aparatos complexos, como espectrometria de infravermelho, cromatografia a gás ou espectroscopia de microondas, dois métodos em particular foram capazes de se estabilizar:

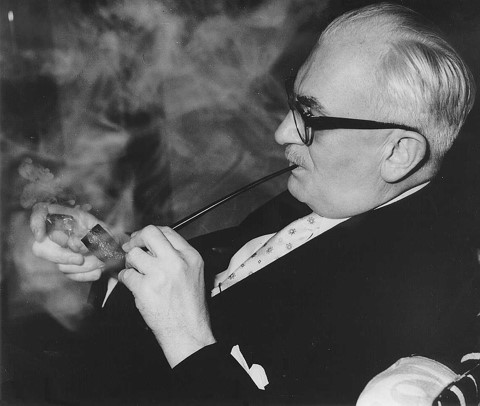
Dr. Karl Fischer (1901-1958) - criador do método para determinação do teor de água

A – Métodos de secagem (fornos de secagem, lâmpadas de infravermelho e balanças de infravermelho).
Estes métodos são comumente encontrados em vários padrões, mas sofrem pelas seguintes desvantagens:
- Em princípio a perda na secagem é determinada e não necessariamente a quantidade de água. Além da água outros componentes voláteis da amostra e/ou produtos de decomposição também são determinados. Para a obtenção de resultados comparáveis o trabalho deve ser executado e mantido sobre condições restritas e pré-definidas (temperatura e duração do processo de secagem).
- Leva um longo período de tempo para a obtenção de resultados analíticos (várias horas em um forno de secagem). Isto pode levar a um gargalo, p.ex. no monitoramento de processos de fabricação.

B – Métodos de titulação. 
Ao contrário à secagem, este é um método específico. Se nenhuma reação paralela ocorrer, somente a água será determinada. O método é rápido (normalmente alguns minutos), pode ser validada e também completamente documentada. Desde sua introdução em 1935, este método foi conquistando terreno e em muitos laboratórios é impossível imaginar vida sem ele. O nome Karl Fischer (1901–1958), KF para encurtar, é bem conhecido em muitos laboratórios, onde o nome do autor se confunde com o método analítico. 
Com a titulação KF, a água livre e ligada pode ser determinada, p. ex. a água na superfície de compostos cristalinos ou mesmo a água contida dentro deles. O método abrange larga faixa de concentração, de mg/L até 100% e provém resultados corretos e reprodutíveis. 
Apesar do método para determinação de água por Karl Fischer ser de grande utilização na área analítica atualmente, o Dr. Karl Fischer não vivenciou a disseminação pois em sua época não havia instrumentação analítica disponível comercialmente. Somente a partir da década de 1960 é que surgiram os primeiros equipamentos automáticos que utilizavam buretas de pistão movidas por motores para dosagem da solução titulante e sistema de detecção do ponto final da análise. 

### Reagentes Karl Fischer
Formulação pela Farmacopéia Europeia(2002):  
220 g de iodeto são adicionados a 700 mL de etileno glicol monometil éter e piridina sob agitação vigorosa. Após a dissolução, a solução é resfriada a -10 °C e então se adiciona rapidamente 190 g de SO2 na solução, não deixando a temperatura exceder 30°C.
1 mL KF corresponde a aprox. 3,5...5 mg H2O.
O odor nocivo e a forte toxidez da piridina foi fonte de problemas de saúde para muitos usuários do método de KF. O trabalho tinha que ser conduzido em capela, que auxiliava o usuário, mas não o ambiente. Pesquisas foram conduzidas para o uso de outras bases para a obtenção de reagentes livre de piridina. Durante esse trabalho também foi descoberto que o reagente de KF somente procedia rápida e esteoquimicamente no pH entre 5 e 7.
Entre as bases testadas com sucessos variáveis está dietanolamina, acetato de sódio e salicilato de sódio. A substância ideal finalmente fora encontrada: imidazol(C3H4N2), que é similar à piridina, mas livre de odor e possui uma alta basicidade (Eugen Scholz).
A última tendência é substituir o tóxico metanol pelo comparativamente inofensivo etanol.
Hoje existe uma diferenciação geral entre componentes únicos e reagentes separados; em volumetria entre o titulante e o solvente, em coulometria entre a solução anódica e catódica.
Hoje uma vasta faixa de reagentes de KF e soluções auxiliares são oferecidas por vários fabricantes. Eles são desenvolvidos para aplicações em particular, i.e. personalizados:
- Componentes únicos e reagentes separados para volumetria e coulometria.
- Reagentes que contém piridina e livres de piridina.
- Reagentes especiais para determinação de água em aldeídos e cetonas.
- Reagentes estáveis de KF volumétrico com fator de 1 mg H2O/mL ou 2 mg H2O/mL para a determinação de baixas concentrações de água.
- Solventes para gorduras e óleos, com hidrocarbonetos halogenados (usualmente não desejáveis) ou sem estes (e.g. com decanol).
- Solventes para substâncias polares (e.g. sais, açúcares).
- Substâncias tampões ou soluções tampões para amostras fortemente alcalinas ou fortemente ácidas.
- Padrões de água certificados de 0,1 ...10 mg/mL H2O com a densidade de 1 g/mL.

Esta ampla faixa de possibilidades permite ao usuário determinar a quantidade de água em praticamente em qualquer matriz. Certamente não é conveniente produzir seu próprio reagente KF.

### Reações Químicas
Karl Fischer apresentou em 1935 a seguinte equação para a determinação de água com seu reagente:
2 H2O + SO2 x 2 C5H5N + I2 + 2 C5H5N →  H2SO4 x 2 C5H5N + 2 C5H5N x HI
Porém a fração molar não estava totalmente correta, assim como o fato de assumir que a piridina toma parte na reação. Na verdade ela atua somente como tamponante. Atualmente a reação Karl Fischer em base metanólica pode ser folmulada como segue, com fração molar I2:H2O(1:1):
H2O + I2 + [RNH]+ SO3CH3– + 2 RN → [RNH]+ SO4CH3– + 2 [RNH]+ I–

### Volumetria e Coulometria
Os seguintes tópicos são importantes para ambos os métodos:
- O reagente de KF deve ser adicionado de forma precisa, exata, reprodutível e com a maior resolução possível.
- O vaso de titulação deve ser o mais impermeável possível. Ele deve ser penetrado pela menor quantidade de água atmosférica possível.
- A água aderida nas paredes do vaso de titulação (filme de água interno) deve ser removida pela agitação da solução condicionada do vaso de titulação, com sua sequente eliminação.

#### Titulação Karl Fischer Volumétrica
Somente depois da introdução das buretas de pistão pela Metrohm, nos anos cinqüenta do século passado, foi possível conduzir uma titulação de Karl Fischer sem uma configuração inconveniente. A introdução das Unidades Intercambiáveis (também pela Metrohm) nos anos sessenta trouxe uma adicional liberdade e melhoramentos.
Os tituladores modernos titulam com uma resolução de 10.000, até mesmo 20.000 pulsos por volume de bureta. Normalmente buretas de pistão com volumes de 5 mL, 10 mL ou 20 mL são usadas para a titulação, atingindo resolução volumétrica de incríveis 0,25 μL (lembrando que uma gota possui em torno de 50 μL). Esta adição de volume é garantida graças à uma microválvula antidifusão, que permite o líquido sair mas nada retornar à mangueira de dosagem, portanto as ponteiras de dosagem ficam imersas dentro do vaso de titulação.
Apesar desta resolução permitir uma alta precisão, isso não significa que as titulações podem ser conduzidas abaixo da resolução limite. Mesmo em vasos de titulação hermeticamente fechados, a introdução da taxa de humidade atmosférica pode chegar a 20 μL H2O por minuto. Os tituladores determinam este valor como o desvio ou branco e automaticamente o descontam no cálculo final.
Altos conteúdos de água (absolutos) são preferencialmente determinados por titulação volumétrica. A volumetria também possui as vantagens de amostras sólidas ou pastosas poderem ser introduzidas diretamente no vaso de titulação e trabalhar com uma variedade de solventes orgânicos apropriados especialmente adaptados para o uso com a amostra em particular.
Claro que também é possível a determinação de baixas quantidades de água volumetricamente, p. ex. em solventes. Uma das menores desvantagens da volumetria é que o título ou fator da solução deve ser determinado continuamente, em muitos casos, diariamente (pois a umidade está presente no ar atmosférico).

#### Titulação Karl Fischer Coulométrica
Ao invés de uma bureta, uma corrente elétrica é usada para gerar um reagente – na “bureta eletrônica”, por dizer. A corrente libera a quantidade de iodo estequiometricamente correspondente, através do iodeto contido no reagente de KF por eletrólise.
Pela Lei de Faraday:
m = M x Q / z x F
- m  =	massa da substância convertida em g
- M  =	massa molar em g/mol
- Q  =	quantidade de carga medida em ampére-segundos
- z  =  número de eletrons trocados (número de equivalência, número de carga)
- F  =	equivalente eletroquímico, 1 F = 96.485 coulomb/mol (1 coulomb = 1 C = 1 ampére-segundo = 1As)

Exemplo para o Iodo: 2 I-  → I2 + 2 e-
Considerando Z = 2, M = 253,8 (I2), significa que 126,9 g de iodo é liberado por 96,485 A em 1 s – ou 1,315 mg de iodo é gerado por 100 mA em 10 s.
Requisitos para titulação coulométrica são:
- O processo deve ocorrer com 100% de eficiência da corrente.
- Nenhuma reação lateral deve ocorrer.
- Oxidação ou redução deve tender a um estágio de oxidação definido.

Os coulômetros modernos satisfazem esses requisitos com reagentes coulométricos modernos. Eles trabalham de acordo com o princípio coulométrico galvanostático, isto é, com uma corrente constante.
O mesmo processo químico é conduzido como na titulação de KF volumétrica, isto é, 1 H2O consome 1 I2. Como o iodo é gerado eletroliticamente através do iodeto na solução de KF, isso significa que a determinação coulométrica de água é um método absoluto – não é necessária a determinação de fator ou título!
O instrumento mede o tempo e o fluxo de corrente que é requerido para alcançar o ponto final da titulação. O produto do tempo x corrente é diretamente proporcional à quantidade de iodo gerado e assim a quantidade de água determinada.
Determinação coulométrica da água é primariamente usada para a determinação de pequenas quantidades de água. Grandes quantidades de água requerem muito tempo e/ou podem exceder a capacidade de água do reagente de KF, que pode levar a resultados incorretos. Os coulômetros KF da Metrohm trabalham numa faixa de determinação de 10 μg ... 200 mg H2O com a resolução de 0,1 μg H2O.

### Métodos de Detecção
Para a determinação do final da reação de KF – isto é, o ponto final da reação quando toda H2O foi consumida – um método de detecção ou indicação é necessário. Métodos visuais ou fotométricos foram utilizados no passado, mas atualmente os métodos eletrométricos são amplamente utilizados.

#### Indicação biamperométrica (Upol)
Neste caso é aplicada uma voltagem constante de, no máximo, 500 mV aos elétrodos e a corrente resultante é medida. Este método foi o primeiro utilizado, principalmente em titulações iodométricas. As seguintes reações ocorrem nos elétrodos:
- Cátodo: I2 + 2e- → 2I- (redução)
- Ânodo: 2I- – 2e- → I2 (oxidação)

A relação entre a voltagem, corrente e concentração do depolarizador (iodo ou triiodeto) é similar ao encontrado na polarografia, i.e. inicialmente somente baixas voltagens são necessárias para a produção de um fluxo de corrente. Após a voltagem aumenta passo-a-passo – como uma função da concentração de iodo – e, quando o limite de difusão da corrente é alcançado, a corrente cresce ligeiramente. Se a voltagem for aumentada, pode ocorrer decomposição do solvente ou do sal condutor.
Isso significa que a corrente flui enquanto o iodeto está presente. Quando o iodo foi consumido (p. ex. titulação com tiosulfato) a corrente cai abruptamente a 0, a resistência entre os eletrodos cresce fortemente e os eletrodos estão novamente polarizados. Na titulação de KF o inverso ocorre. Se o excesso de H2O está presente, somente um mínimo de corrente flui; isto aumenta para poucos μA quando excesso de iodo está presente. A “perda de água” resultante da conversão eletroquímica pode ser ignorada. Em 50 μA por 3 s equivale em teoria a aproximadamente 1 μg H2O.

#### Indicação bivoltamétrica (Ipol)
Neste caso uma pequena corrente contínua ou alternada é aplicada entre os eletrodos (AC é muito mais sensível do que DC, por isso AC é somente usada para titulações coulométricas) e a voltagem resultante é medida. A forma da curva de titulação é similar ao obtido biamperométricamente; contudo, os saltos são usualmente mais notáveis e largos. Se a solução de amostra e a de titulante são electroquimicamente ativas então são obtidas curvas de titulação com forma de picos ou formas de V. Se somente uma substância é ativa eletroquimicamente (o KF com excesso de iodo) então curvas em forma de L são obtidas. 
As voltagens resultantes para excesso de iodo ou água dependem, claro, da corrente aplicada (Ipol). Três exemplos (eletrodo duplo fio de Platina):
- Ipol = 50 μA, U aprox. 100 mV para excesso de iodo, aprox. 680 mV para excesso de H2O
- Ipol = 10 μA, U aprox. 5 mV para excesso de iodo, aprox. 580 mV para excesso de H2O
- Ipol = 1 μA, U aprox. 0 mV para excesso de iodo, aprox. 350 mV para excesso de H2O

O ponto final da titulação é determinado entrando com uma voltagem de corte; adição do reagente cessa quando esse limite está abaixo do corte. O “ponto final ideal” é achado melhor experimentalmente. Se uma voltagem muito baixa é selecionada então a quantidade de excesso de iodo necessária para alcançar o ponto de corte será muito larga. Se for muito alta a titulação não irá começar porque não requer iodo livre para a voltagem ser atingida (decomposição do solvente ou eletrólito).
Em todos esses casos ocorre uma “overtitration” (presença de excesso de iodo). Em comparação aos métodos visuais, o método eletrométrico possui a vantagem que a titulação é conduzida ao mesmo (pequeno) excesso de iodo e, desta forma, uma melhor reprodutibilidade e precisão podem ser alcançadas.

### Forno Karl Fischer
Muitas substâncias apenas liberam água lentamente ou a temperaturas elevadas. Isto significa que elas não são adequadas para titulações KF diretas. Um outro problema é a baixa solubilidade de certas amostras em álcoois. Nestes casos métodos tradicionais recomendam complicadas preparações de amostras ou usar promovedores de solubilidade, que representam perigo à saúde. Outras substâncias reagem com reagentes KF liberando água ou consumindo iodo; isto leva a resultados falsos.
Os problemas mencionados acima podem ser evitados utilizando o método de aquecimento. A substância sob investigação é aquecida em um forno no qual o vial contendo a amostra é introduzido e a água liberada é transferida por um fluxo de gás de arraste seco (normalmente N2) para dentro do vaso de titulação onde é determinada por titulação KF. Como apenas água entra no vaso de titulação (além de N2) e a amostra por si só não entra em contato com o reagente KF, isto significa que reações paralelas indesejadas e efeitos de matriz são excluídos.

#### Técnica de vials de amostra
As amostras são pesadas diretamente nos vials que são então hermeticamente selados e colocados no forno. Uma agulha de dupla cavidade perfura o septo do vial. Um fluxo de gás de arraste seco (ar ou gás inerte) é introduzido através da agulha de entrada e passa através da amostra aquecida. O gás de arraste contendo a mistura liberada então passa através da agulha de saída e por um tubo de transferência é borbulhado no vaso de titulação, aonde a determinação KF acontece. Dependendo do conteúdo de água da amostra a determinação é feita volumetricamente ou, em faixas de traços, coulometricamente. Trabalhar com vials significa que o forno não deve contaminar a amostra e, como resultado, nenhuma amostra será transferida ao vaso, evitando reações laterais indesejáveis. Ainda, o vial hermético é selado com um septo de PTFE seguro para prevenir o conteúdo de água falso proveniente do ar atmosférico.

### Automação em titulações Karl Fischer
O uso de amostradores automáticos vale a pena quando se possui um grande número de amostras. As vantagens não são apenas encontradas na quantidade de tempo economizado pelo analista do laboratório: sistemas automáticos controlam os procedimentos de operação e melhoram tanto a reprodutibilidade quanto a precisão. O uso dos amostradores automáticos para KF podem ser recomendados para titulações volumétricas e coulométricas. 

### Aplicações
É possível determinar o teor de água ou umidade em virtualmente todos os tipos de amostra. Claro que em alguns casos algum cuidado, reagente ou dispositivo especial deve ser utilizado, mas há aplicações nos mais variados tipos de produtos. Entre eles, destacam-se:
- matérias-primas / produtos químicos de base
- cosméticos e fármacos
- produtos alimentícios
- amostras biológicas
- produtos petroquímicos
- polímeros, plásticos
- tintas, vernizes e solventes
- amostras gasosas